# Sociedade dos Amigos dos Negros

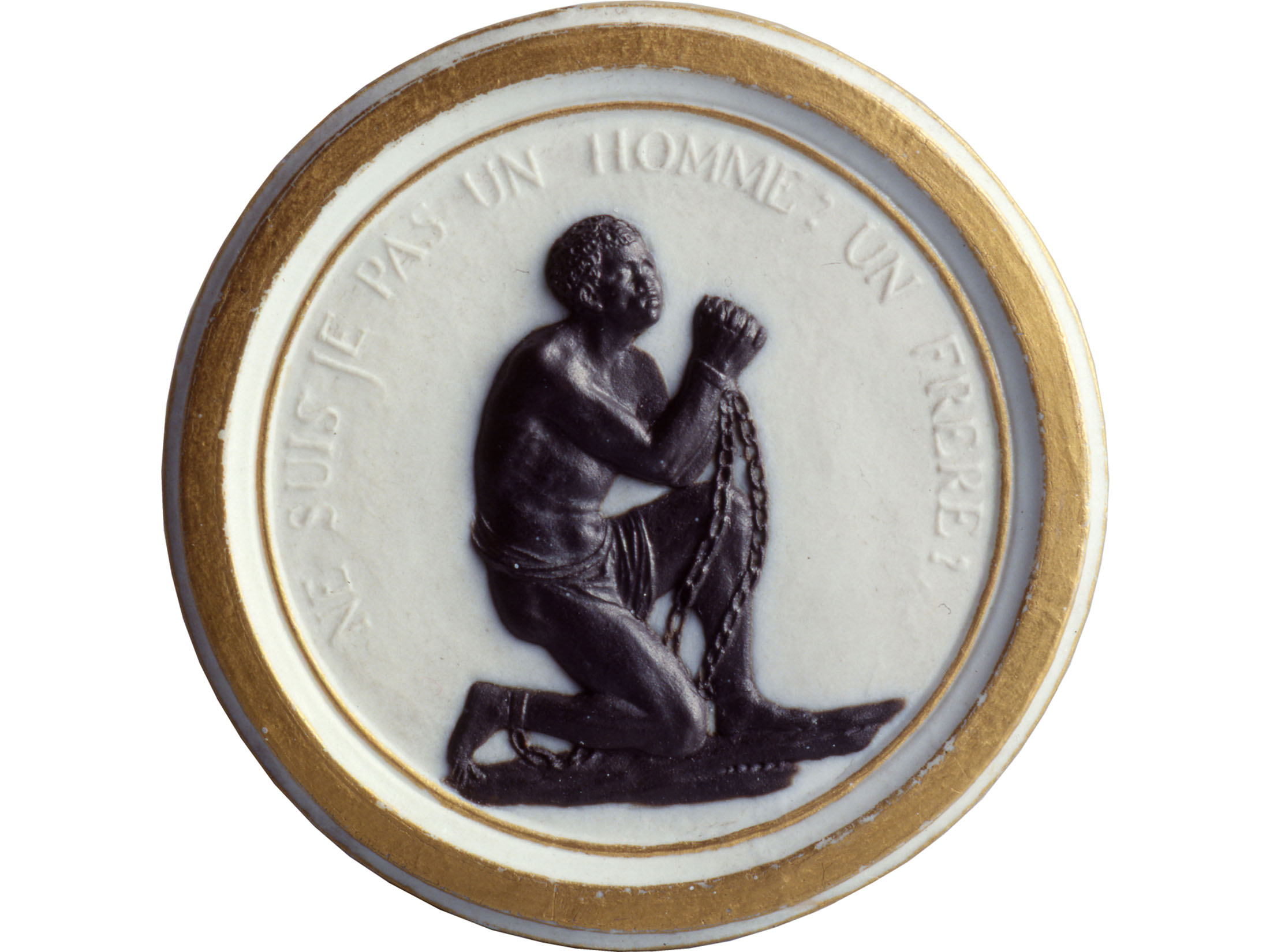
Emblema abolicionista utilizado por membros da Sociedade dos Amigos dos Negros (1789)

A Sociedade dos Amigos dos Negros (Société des amis des Noirs, em francês) foi uma associação abolicionista francesa criada em 19 de fevereiro de 1788 e que tinha como principais objetivos a igualdade entre brancos e negros livres, a proibição imediata do tráfico de africanos escravizados e a proibição progressiva da escravidão em todos os territórios e colônias francesas.

## História

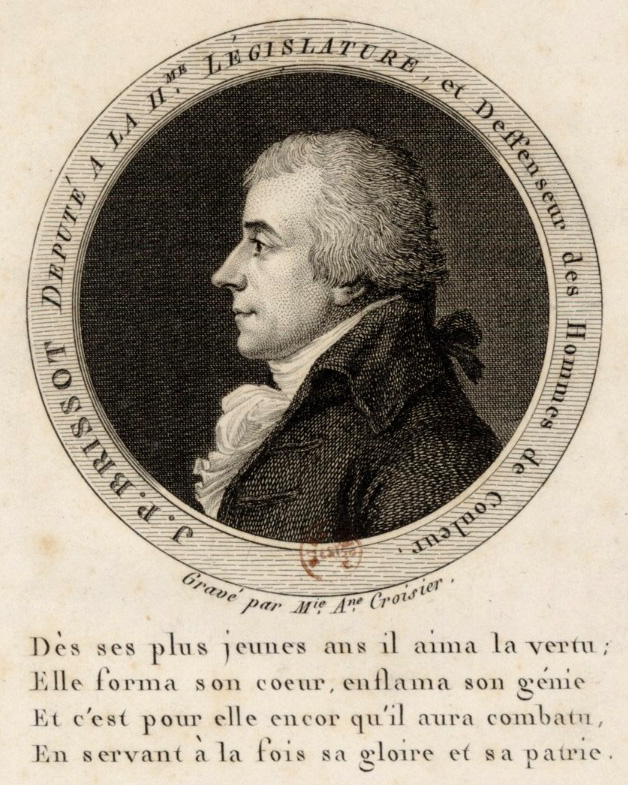
"Brissot, defensor dos homens de cor", gravura do período de 1791-1793.

A Sociedade foi fundada pelo futuro líder revolucionário Jacques Pierre Brissot, por Étienne Clavière e pelo Abade Grégoire, tendo entre seus membros nomes ilustres da sociedade francesa, como o Conde de Mirabeau, o Marquês de Condorcet, o Marquês de La Fayette, o Abade Sieyès, o Duque de La Rochefoucauld, Louis Monneron e Jérôme Pétion de Villeneuve, chegando a contar com 141 membros em 1789. Seguiu o modelo de uma sociedade parecida criada no Reino Unido um ano antes, a Society for Effecting the Abolition of the Slave Trade, a qual Brissot chegou a frequentar.
Com um programa moderado e gradualista, a Sociedade realizou uma atividade de publicações, traduções e intervenções junto à administração e ao governo, primeiro contra o tráfico de africanos escravizados, depois pela igualdade de direitos para os negros livres. Além dos aspectos humanistas e iluministas de suas propostas, a associação fundamentava-se também na preocupação de manter o funcionamento da economia das colônias francesas e, por outro lado, na ideia de que antes de alcançar a liberdade, os negros tinham de estar preparados e, portanto, educados. Suas ideias foram inicialmente derrotadas pelos colonos de São Domingos e seus representantes. Porém, tais ideias contribuíram para a popularização dos valores antiescravistas, na França e em suas colônias, e para o fortalecimento na consciência de muitos negros e mestiços a respeito da legitimidade de seus direitos e de suas lutas.
Ao lado de Olympe de Gouges, e durante mais de três anos, seus membros estiveram quase sozinhos na preocupação com as questões abolicionistas e, como resultado, mostraram-se mais avançados no assunto do que muitos revolucionários jacobinos ou cordeliers. Desde a sua criação e mesmo após o seu desaparecimento, a Sociedade foi responsabilizada pelos partidários da escravidão e da colonização pelas revoltas e agitações de escravizados a partir de 1789, assim como pela posterior perda da colônia de São Domingos. Foi também acusada por colonos e comerciantes de escravizados de estar ligada aos interesses ingleses para enfraquecer a França.

## Atuação

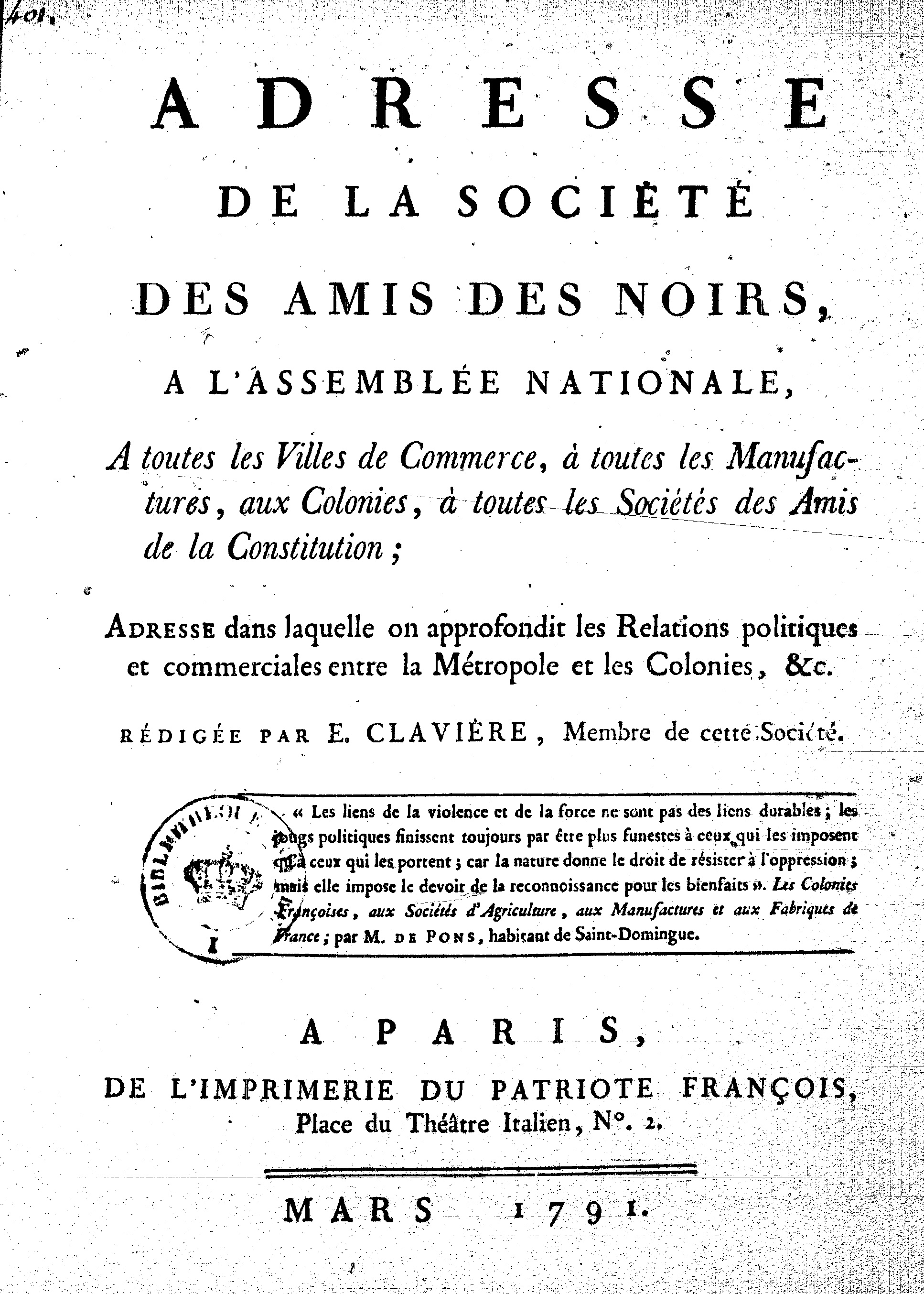
Publicação da Sociedade dos Amigos dos Negros endereçada à Assembleia Nacional Francesa (1791).

Em março de 1790, Mirabeau fez um discurso no Clube Jacobino, que por muito tempo permaneceu inédito, contra o tráfico de africanos escravizados. Em 1791, a Sociedade chegou a realizar parte de seu programa, ao aprovar, em 24 de março de 1792, a igualdade cívica dos homens de cor livres. Pouco depois, em 10 de abril, a associação tentou, sem sucesso, abolir o tráfico de africanos escravizados. Em 11 de agosto de 1792, com o apoio da Sociedade, um segundo decreto foi aprovado, revogando gratificações e honrarias oferecidas aos proprietários de navios negreiros.
Os membros da Sociedade foram, no entanto, rapidamente absorvidos pelas atividades administrativas e ministeriais durante a Revolução Francesa, especialmente no período girondino (ou Brissotino) da Convenção Nacional, e a atividade da associação diminuiu. Inclinando-se politicamente para os girondinos desde 1790, a Sociedade dos Amigos dos Negros, que tanto fez para desonrar a escravatura e desqualificar o argumento colonialista dominante, mostrou os limites das suas orientações moderadas, fiéis à sua busca pela abolição progressiva e pela conciliação com os colonos. Uma vez no governo, seus membros optaram por tentar suprimir as insurreições escravas do período, sendo rapidamente ultrapassados pela rápida evolução da situação política na França e em São Domingos, que resultou na proclamação da abolição da escravatura pelo Comitê de Salvação Pública dominado pelos jacobinos de Robespierre, em 4 de fevereiro de 1794.
Posteriormente, no âmbito do Diretório, foi criada uma nova associação, a "Sociedade de Amigos dos Negros e das Colônias", chefiada por alguns dos ex-membros da primeira, como o Abade Grégoire, porém, com uma atividade muito mais tímida e restrita.